# 南愛媛風力発電所
南愛媛風力発電所（みなみえひめふうりょくはつでんしょ）は、愛媛県宇和島市にある風力発電所。

## 概要
愛媛県宇和島市南部に設置され、電源開発（Jパワー）が運営を行っている。三菱重工業製2,400kWの風車が9基設置されており、総出力は21,600kWである。Jパワーにとっては四国で初の大規模風力発電所である。発電した電力は、四国電力に売電されている。

## 沿革
- 2012年9月 - 南愛媛風力発電所の建設に着工[4]。
- 2015年3月 - 営業運転開始。